# Lampanyctus crocodilus
Lampanyctus crocodilus is een straalvinnige vis uit de familie van de lantaarnvissen (Myctophidae). De wetenschappelijke naam van de soort werd als Gasteropelecus crocodilus in 1810 gepubliceerd door Antoine Risso. De vis kan een lengte bereiken van 30 cm.

## Leefomgeving
Lampanyctus crocodilus is een zoutwatervis die voorkomt in het diepe water van de Atlantische Oceaan en de Middellandse Zee, tot een diepte van 1000 m.

## Relatie tot de mens
Lampanyctus crocodilus is voor de visserij van potentieel belang.